# 959 Arne
959 Arne, asteroid glavnog pojasa. Otkrio ga je Karl Wilhelm Reinmuth, 30. rujna 1921.

## Vanjske poveznice
- Minor Planet Center